# جیمز اچ. نیکلسون
جیمز اچ. نیکلسون (انگلیسی: James H. Nicholson؛ ‏ ۱۴ سپتامبر ۱۹۱۶ – ۱۰ دسامبر ۱۹۷۲) تهیه‌کننده فیلم اهل ایالات متحده آمریکا بود که بین سال‌های ۱۹۵۴ تا ۱۹۷۲ میلادی فعالیت می‌کرد.
از فیلم‌هایی که وی در آن‌ها نقش داشته‌است، می‌توان به دکتر گلدفوت و دختران آتشپاره اشاره نمود.